# Шереметьево (Нижегородская область)
Шереметьево — сельский посёлок в Воротынском районе Нижегородской области. Входит в состав Отарского сельсовета.
Посёлок располагается на левом берегу устья Чугунка в 2 км от Суры.